# Армия Южного Ливана
Армия южного Ливана (араб. جيش لبنان الجنوبي‎ или «Джайш Лубнан аль-Джануби»; ивр. צבא דרום לבנון, צד"ל‎ или «Цва Дром Левано́н», «ЦАДАЛ») — подконтрольное Израилю и созданное при его поддержке южноливанское военизированное формирование, возникшее на основе подразделения кадровой ливанской армии в ходе гражданской войны на территории южного Ливана и прекратившее своё существование в мае 2000 года. «Армия южного Ливана» (АЮЛ) комплектовалась из ливанских шиитов (60 % личного состава), христиан-маронитов и друзов, она принимала активное участие в гражданской войне в качестве союзника Израиля и вела боевые действия против вооружённых формирований антиправительственного блока «Национально-патриотических сил Ливана» и палестинских боевиков.

## История
Как пишет в своих воспоминаниях начальник генерального штаба Израиля генерал Рафаэль Эйтан, идея создания на территории южного Ливана дружественного к Израилю «христианского анклава» с собственными вооружёнными силами появилась в правительственных кругах Израиля ещё в 1950-е годы, в числе её сторонников были М. Шарет и генерал М. Даян.

### Во главе с С. Хаддадом

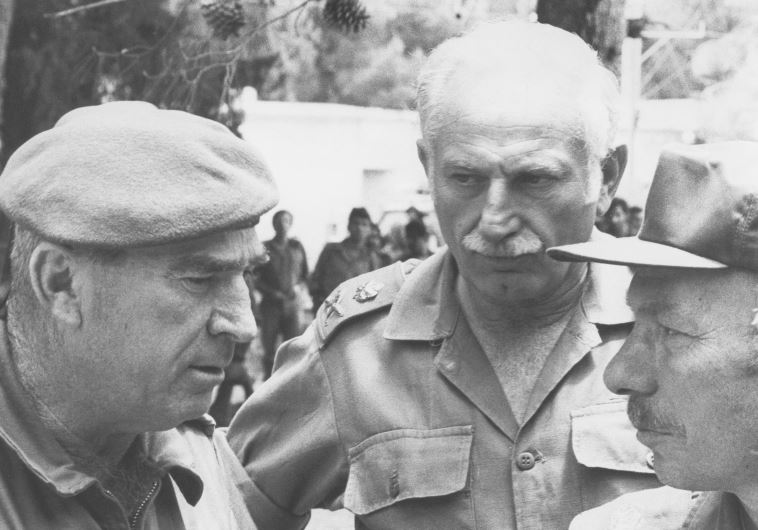
Начальник штаба израильской армии генерал-лейтенант Рафаэль Эйтан, его помощник генерал Иона Эфрат и майор Саад Хаддад

Основателем и первым руководителем «Армии южного Ливана» стал командир батальона ливанской армии, майор Саад Хаддад, греко-католик, уроженец южноливанского города Марджаюн, а его ближайшим помощником — майор Сами Шидьяк. Костяком будущей АЮЛ стало подразделение ливанской армии в составе 600 человек, направленное на юг страны для обеспечения безопасности местных жителей. Согласно приказу 3860 от 14 августа 1976 года командующего ливанской армией генерала Ханны Саида и министерства обороны, майор Саад Хаддад был назначен командующим сектора эль-Колейа с населенными пунктами эль-Колейа, Бурж эль-Мулук, Каукаба, Рмейш, Дебиль, Айн Эбель и Джедейдет Марджаюн.

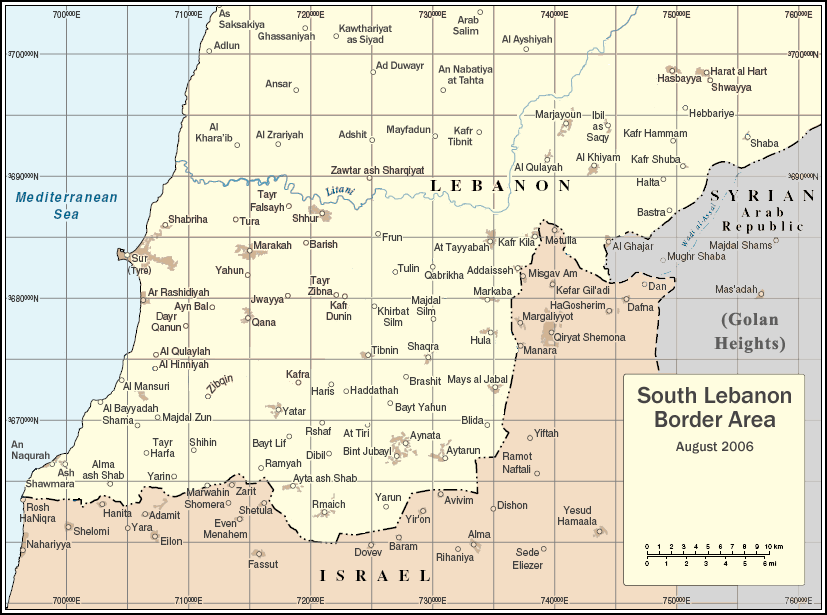
Южный Ливан

 В задачи Хаддада входило: собрать и сгруппировать солдат, разбежавшихся после захвата их казарм палестинскими боевиками и ливанскими антиправительственными левомусульманскими милициями; защищать местное население от резни и нападений; поддерживать спокойствие на ливано-израильской границе. Кроме того, майор Саад Хаддад был уполномочен представлять правительство Ливана при контактах с администрацией ООН в Южном Ливане. После того как командование ливанской армией перешло к генералу Виктору Хури, он обратился с коммюнике о продолжении полномочий на Юге Ливана к Сааду Хаддаду. В официальной переписке Хаддад именовался «командующим Восточным Дивизионом». Не имея возможности получать снабжение и поддержку от ливанской армии, будучи отрезанным антиправительственными силами от основной части страны, Саад Хаддад несколько раз обращался к сирийскому правительству с просьбой прислать войска для защиты местного населения от палестинцев и т. н. Национально-патриотического движения. Поскольку ответа от Сирии не последовало, Хаддад обратился за помощью к Израилю.
По некоторым данным, первые контакты между С. Хаддадом и израильтянами были установлены в декабре 1975 года, а помощь начала поступать с января 1976 года.
В 1976 году в селении Метула состоялись переговоры, в которых приняли участие генерал М. Гур, генерал Э. Вейцман, М. Бегин, а также С. Хаддад и С. Шидьяк. В это же время в южном Ливане началось формирование полувоенных и военизированных подразделений, получивших название «Армии свободного Ливана». Израильтяне устанавливали контакты с представителями ряда христианских общин в южной части Ливана: сначала в приграничных с Израилем деревнях (Клея, Ромиш и др.), впоследствии — в более отдаленных (село Ашайя находилось севернее реки Литани). Потенциальным союзникам скрытно поставляли оружие («английские винтовки и гранаты»), боеприпасы, медикаменты и продукты питания. Согласно А. Павлову, к маю 1976 года правительство Израиля израсходовали на «помощь жителям южного Ливана» 100 млн долларов.
После проведения ЦАХАЛ операции «Литани» 14—21 марта 1978 года, позиции сторонников С. Хаддада в южном Ливане существенно укрепились. Летом 1978 года он получил подкрепления от христианской милиции из северного Ливана. До операции «Литани» силы Хаддада контролировали только два анклава в Южном Ливане: территории от селения Рмейш до средиземноморского побережья и от города Марджаюна до предгорий Галилеи.
23—24 сентября 1978 года Хаддад перешёл в наступление, в ходе которого «Армией свободного Ливана» были заняты несколько поселений, к 1979 году они контролировали территории в 500—600 км² (А. Павлов). Во время войны отряды Армии Южного Ливана достигали реки Аввали, но не форсировали её.
После того как под давлением Сирии, президент Ливана Э. Саркис своим декретом No. 1942 от 18 апреля 1979 года, отстранил Хаддада от должности, Хаддад с согласия лидеров местных религиозных общин провозгласил на территории южного Ливана, находившейся под контролем его сил, «Независимое государство свободный Ливан» (Dawlet Lebnaan El Horr El Mest’ell) со столицей в Бейруте. Правительство Ливана объявило его предателем и дезертиром из ливанской армии. Тем не менее, ливанское правительство платило жалование военнослужащим АЮЛ до 2000 года, за исключением периода 1979—1982 гг., когда оно было заморожено тогдашним президентом Э. Саркисом. Генерал Антуан Лахад, командовавший АЮЛ с 1984 г. по 2000 г., получал своё жалованье как минимум до 2002 года, уже находясь в Израиле. Генеральный секретарь ООН Курт Вальдхайм и командующий войсками ЮНИФИЛ в 1978—1981 генерал Эммануэль Эрскин, поддерживавшие контакты с Саадом Хаддадом, публично критиковали двойные стандарты ливанского правительства по отношению к Сааду Хаддаду и ООН.
Армия Южного Ливана имела свою долю в доходах от портов Сайды и Захрани, контролировавшихся соответственно суннитской Народной организацией насеристов Мустафы Саада и шиитским движением Амаль.
При этом Саад Хаддад тщательно избегал локальных сепаратистских тенденций, чтобы не противопоставлять себя правохристианским Ливанским силам Башира Жмайеля, контролировавшим христианский анклав и Восточный Бейрут, командующий Ливанских сил Фади Фрем дважды посещал Хаддада в Марджаюне в апреле 1983 года. Хаддад выразил готовность воссоединить подконтрольные ему районы с остальной территорией Ливана при условии вывода всех иностранных войск с ливанской земли и заключения мирного договора между Ливаном и Израилем.
4 января 1984 года, незадолго до своей смерти, Саад Хаддад был официально восстановлен в ливанской армии и под его командование было поставлено несколько сотен ливанских солдат, находившихся на Юге. Апелляционный суд отменил решение об увольнении Хаддада из армии на основании того, что действительного военного суда над Хаддадом не проводилось. Его семья получила все его жалованье и компенсации, не выплаченные в своё время.
В мае 1980 года «Армия свободного Ливана» была переименована в «Армию южного Ливана».
После начала войны 1982 года силы АЮЛ действовали, при поддержке израильской армии, против ООП и других вооружённых формирований.
В середине 1982 года командование израильской армии передало АЮЛ контроль над замком Бофор, в дальнейшем АЮЛ установила контроль над некоторыми другими объектами на территории Ливана, ранее захваченными частями ЦАХАЛ.
- так, 16 февраля 1983 года на пресс-конференции С. Хаддад сообщил, что части АЮЛ получили приказ начать выдвижение на позиции в долине Бекаа (Е. Коршунов[26]), 17 февраля 1983 года подразделения АЮЛ заняли города Сайда, Набатия и селение Хош ад-Динейбе. Согласно Е. Коршунову, для выполнения перемещения войск, израильтяне предоставили АЮЛ технику и сопровождение со стороны ЦАХАЛ[27].
- 25 февраля 1983 года части АЮЛ заняли город Джуб-Дженнин[28].

В середине февраля 1982 года правительство Ливана опубликовало официальное сообщение о том, что С. Хаддад не может быть восстановлен в звании офицера ливанской армии и сведения, распространяемые на этот счёт израильскими печатными изданиями, не соответствуют действительности (Е. Коршунов). Позднее, в марте 1983 года на пресс-конференции министр иностранных дел Ливана Э. Салем ещё раз опроверг слухи о возможном восстановлении Хаддада в рядах ливанской армии, как не соответствующие действительности (Е. Коршунов).
Тем не менее, 4 января 1984 года решением ливанского суда Хаддад был восстановлен в ливанской армии. Ему было возвращено его звание и награды.
14 января 1984 года С. Хаддад умер от лейкемии. На его похоронах присутствовали премьер-министр Израиля Ицхак Шамир, министр обороны Моше Аренс, начальник генштаба израильской армии Моше Леви, экс-министр обороны Ариэль Шарон, глава оппозиции в кнессете Шимон Перес.

### Во главе с А. Лахадом
Новым командующим АЮЛ был назначен генерал-майор ливанской армии (в резерве) Антуан Лахад. Лахад подтвердил независимость АЮЛ от правительства, заявив, что будет подчиняться ливанскому правительству, как только оно станет свободным от сирийского контроля.

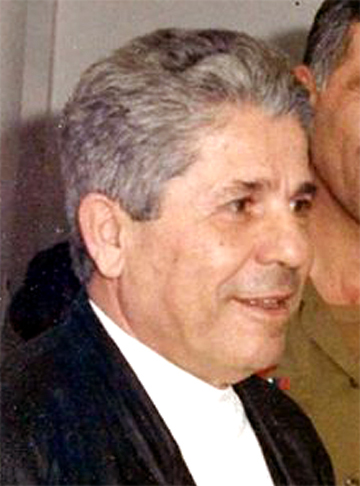
Антуан Лахад

В марте 1984 года, под давлением Сирии, руководство Ливана отменило подписанный в мае 1983 года мирный договор с Израилем, ранее уже ратифицированный Кнессетом.
14 декабря 1984 года правительство Израиля приняло решение об отводе бо́льшей части подразделений ЦАХАЛ из Ливана (отвод войск начался 20 января 1985 года).
В 1985 году силы АЮЛ установили контроль над христианским городом Джезин и окрестностями (т. н. «Джеззинский палец»). Ряды АЮЛ пополнились боевиками ливанской националистической организации Стражи кедров во главе с Жозефом Карамом, незадолго до этого отбившими наступление шиитов и друзов на город.

Зона безопасности и «Джеззинский палец»

10 июня 1985 года объявленный отход ЦАХАЛ был завершён, и несмотря на наличие армейских подразделений израильтян на территории южного Ливана (в так называемой «зоне безопасности» общей площадью 850 км²), положение АЮЛ существенно осложнилось. Несмотря на поддержку израильской артиллерии и авиации, участились случаи нападений на АЮЛ со стороны ливанских и палестинских боевиков.
По данным советских источников, только в период с июня 1982 по май 1984 года потери АЮЛ составили до 600 чел. убитыми и около 4 тыс. ранеными.
17 ноября 1988 года состоялось покушение на генерала А. Лахада: активистка Ливанской коммунистической партии по имени Соухе Фавваз Бешара дважды выстрелила в него из револьвера, прежде чем была схвачена охраной.
По состоянию на начало 1989 года, «Армия южного Ливана» контролировала 850 км² — 8 % территории Ливана, здесь находились 107 деревень и 63 фермы и проживали около 110 тыс. чел. Под непосредственным контролем сил АЮЛ находились 50 шиитских, 11 христианских и 6 друзских деревень и два посёлка со смешанным населением (Ю. Седов). Согласно С. Стоклицкому, на содержание АЮЛ с местного населения собирали налоги, а с импортируемых товаров взимали пошлины.
В 1993 году, после проведения израильтянами операции «Сведение счётов» оперативная обстановка для АЮЛ временно улучшилась.
В июне 1999 года силы АЮЛ оставили сектор Джезин и перебазировались на юг. Объявляя о выходе АЮЛ из Джеззина, генерал Лахад признал, что дальнейшее пребывание в городе опасно для его солдат. После отступления АЮЛ, в ряде оставленных населённых пунктов состоялись суды над бывшими военнослужащими АЮЛ по обвинению в государственной измене (в форме сотрудничества с врагом).
Тем не менее, ещё в середине сентября 1999 года бригадный генерал ЦАХАЛ Бени Ганц оценивал оперативную обстановку в южном Ливане как «относительно стабильную».

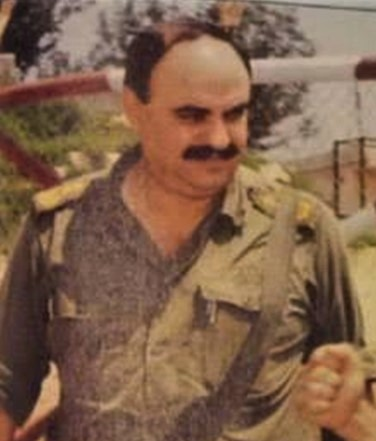
Акл Хашим

В январе 2000 года боевиками «Хезболла» был убит полковник Акл Хашим, командующий западной бригадой АЮЛ. Он был вторым человеком в руководстве АЮЛ, предполагаемым преемником Лахада на посту командующего и пользовался популярностью у солдат. Акл Хашим поддерживал идею создания автономного анклава в «зоне безопасности» после вывода всех израильских войск и превращения АЮЛ в военную силу, подконтрольную избранному мультикофессиональному правительству анклава, которое будет править там вплоть до вывода сирийских войск с территории Ливана.
В начале февраля 2000 года силы АЮЛ взорвали один из своих ключевых опорных пунктов — «Sojod», и отступили к опорному пункту «Rihan».
В мае 2000 года начался вывод подразделений ЦАХАЛ из южного Ливана — в соответствии с резолюцией СБ ООН № 425 от 19 марта 1978 года. Военно-морские силы Израиля прекратили патрулирование территориальных вод Ливана, израильские ВВС — полёты над Ливаном. Часть укреплений, отстроенных в период с 1982 по 2000 годы, были разрушены, однако в распоряжении АЮЛ по-прежнему сохранялись подготовленные в инженерном отношении оборонительные позиции и укрепленные пункты, а также значительные запасы вооружения, техники и военного имущества.
Тем не менее, в мае 2000 года АЮЛ разваливается, большая часть военнослужащих и их семьи оставили свои дома и перебрались в Израиль в качестве беженцев. Развал АЮЛ произошёл не по причине её слабости, но стал прямым результатом одностороннего вывода израильских войск с юга Ливана по приказу Эхуда Барака. Почти 20 лет Армия Южного Ливана противостояла Хезболле.
22 мая 2000 года, после переговоров с представителями ливанских сил, о прекращении участия в боевых действиях объявили 11 населённых пунктов и 8 укрепленных постов АЮЛ на центральном участке оборонительной линии (службу на которых несли мусульмане-шииты). А. Лахад в это время находился в Париже и не имел возможности своевременно реагировать на изменения в оперативной обстановке, что способствовало дальнейшему развитию событий.
23 мая 2000 года фактически прекратил своё существование западный сектор обороны (службу на котором несли в основном друзы).
24 мая 2000 года ливанские силы заняли маленький город Марджуюн, который являлся «столицей» южного Ливана. Установленный здесь памятник С. Хаддаду был сброшен.
День 25 мая в Ливане является праздником, «Днем освобождения» южной части страны.

### После распада
16 июня 2000 года был окончательно завершен вывод израильских войск с территории южного Ливана, к этому времени «Армия южного Ливана» уже прекратила своё существование. В Израиль перебрались около 8,5 тыс. жителей южного Ливана — военнослужащие АЮЛ, гражданские служащие местных органов власти и члены их семей.
Военнослужащие АЮЛ и гражданские служащие местных органов власти, оставшиеся на территории Ливана были разоружены и интернированы подразделениями ливанской правительственной армии (большая часть, около 1250 чел. находилась под стражей в армейских казармах в городе Баальбек), расследованием их деятельности, определением степени вины и назначением наказания занимались военные трибуналы. Всего было задержано до 1700 чел.
По сведениям «Комитета поддержки вынужденных переселенцев из Южного Ливана в Израиле», общие потери южноливанских сил в период с 1978 по 2000 год составляют 821 чел. убитыми (621 военнослужащих АЮЛ + 200 гражданских лиц) и 310 инвалидов и искалеченных (230 военнослужащих АЮЛ + 80 гражданских лиц).
Тем не менее, по состоянию на ноябрь 2001 года, в Израиле существовало «правительство свободного Ливана в изгнании».
17 августа 2008 года в Тель-Авиве около 100 бывших солдат АЮЛ и членов их семей вышли на демонстрацию протеста. Они жаловались на пренебрежительное отношения к ним со стороны государственных институтов Израиля, тяжёлые условия жизни, отсутствие работы и недостаточную помощь государства. В 2009 году в Израиле проживали около 2,5 тыс. бывших военнослужащих АЮЛ и членов их семей. Дочь Саада Хаддада — Арза Хаддад стала специалистом по ракетной технике, окончив университет «Технион» в Хайфе.

7 мая 2017 года в городе Метула неподалёку от границы с Ливаном прошла торжественная церемония закладки памятника погибшим солдатам Армии Южного Ливана.

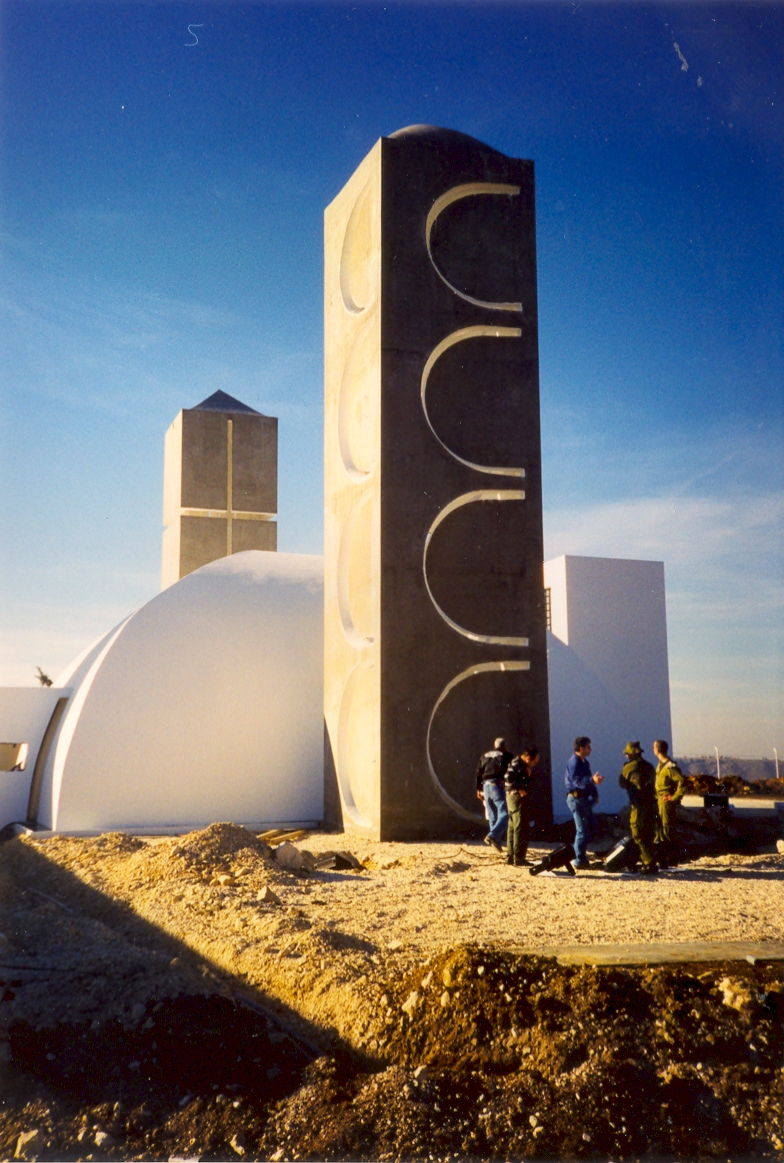
Памятник солдатам Армии Южного Ливана

## Организационная структура

### Вооружённые силы
В конце июня 1978 года общая численность формирований С. Хаддада составляла около 600 чел., на начало марта 1979 года около 900 чел. По состоянию на 1983 год, «Армия южного Ливана» имела численность около 2 тыс. человек.
Hа начало 1990-х годов, «Армия южного Ливана» имела численность до 3 тыс. человек и включала в себя:
- две пехотные бригады общей численностью в пять-шесть пехотных батальонов:

- Западная бригада включала в себя штаб, 70-й, 80-й и 81-й пехотные батальоны;
- Восточная бригада включала в себя штаб, 10-й, 30-й и 90-й пехотные батальоны;

- четыре танковые роты;
- четыре артиллерийские батареи;
- службу безопасности, выполнявшую функции контрразведки и военной полиции (около 250 чел.).

По состоянию на 2000 год, общая численность АЮЛ составляла около 2,5 тыс. чел..
Комплектование АЮЛ личным составом проводилось по принципу выборочной мобилизации мужчин в возрасте от 17 до 40 лет, отказавшимся от службы грозило лишение права на работу. Солдаты получали жалование в размере 500 долларов США, офицеры — до 1000 долларов США в месяц, кроме того, родственникам военнослужащих АЮЛ было разрешено работать на территории Израиля.

### Иностранные наёмники, советники и военные специалисты
- ещё в 1980 году один голландский солдат дезертировал из контингента UNIFIL и перешёл на сторону «милиции» С. Хаддада[65];
- по данным советских источников, в 1982 году в «Армии южного Ливана» служили несколько израильских военных советников и инструкторов и около 40 иностранных наёмников из западных государств (в основном, из США)[66];
- в середине 1982 года один из наёмников, гражданин США по имени Дэвид Макгреди (бывший житель Родезии) дал интервью американскому журналу «Солдат удачи», в котором сообщил, что лично участвовал в боевых действиях[67] и упомянул, что является не единственным «иностранным военным специалистом» в АЮЛ[68].
- в 1985 году во время обстрела автомашины АЮЛ был убит израильский советник, полковник ЦАХАЛ Абрахам Идо и ранен находившийся вместе с ним в машине гражданин ФРГ К. Хейнц. После этого министр обороны Израиля Ицхак Рабин был вынужден признать, что Хейнц «не являлся единственным иностранным военным специалистом» в АЮЛ (Е. Коршунов[69]).

### Укрепления
В ходе выполнения операции «Северный берег», в «зоне безопасности» на территории южного Ливана израильскими военными специалистами были построены инженерные заграждения и 57 укрепленных опорных пунктов (из них 46 находились в приграничной зоне и 11 — в глубине территории), непосредственно на демаркационной линии были оборудованы контрольно-пропускные пункты (фактически исполнявшие функции таможенных постов) (Ю. Седов). Помимо инженерных укреплений, здесь были установлены около 130 тысяч минно-взрывных устройств, системы тревожной сигнализации и электронная аппаратура слежения за движущимися объектами.
После вывода израильских войск из Ливана в мае 2000 года, несмотря на просьбу правительства Ливана, правительство Израиля не предоставило в распоряжение командования ливанской армии карты с точным местонахождением минных полей на территории Ливана. В результате, только в течение первых 15 месяцев после вывода израильских войск из Ливана на минных полях, установленных израильской армией, погибли 19 и были ранены 123 человека.

### Тюрьмы
- «Аль-Хиям» — в апреле 1985 года в городе Аль-Хиям старые армейские казармы ливанской армии были обнесены колючей проволокой и превращены в концентрационный лагерь (А. Павлов)[72]). В январе 1989 года в нём содержались более 800 заключённых (С. Стоклицкий[35]), в середине июля 1990 года — 304 чел.[73], последние 140 чел. были освобождены при ликвидации лагеря 24 мая 2000[74].

### Средства массовой информации
В распоряжении руководства «Армии южного Ливана» имелись собственные средства массовой информации, возможности которых использовались для ведения пропаганды и агитации:
- типография
- с 1979 года — радиостанция «Саут аль-Амаль» («Голос надежды»), в штате которой работали до 30 человек, общее руководство осуществлял гражданин США Дан Отис;
- с 1980 года — телеканал METV («Middle East Television»), владельцем которого являлся гражданин США Пол Робертсон, а учредителем и основным спонсором выступила калифорнийская миссионерская организация «Ассоциация божественного вознесения» (А. Павлов[75]).

## Вооружение и экипировка

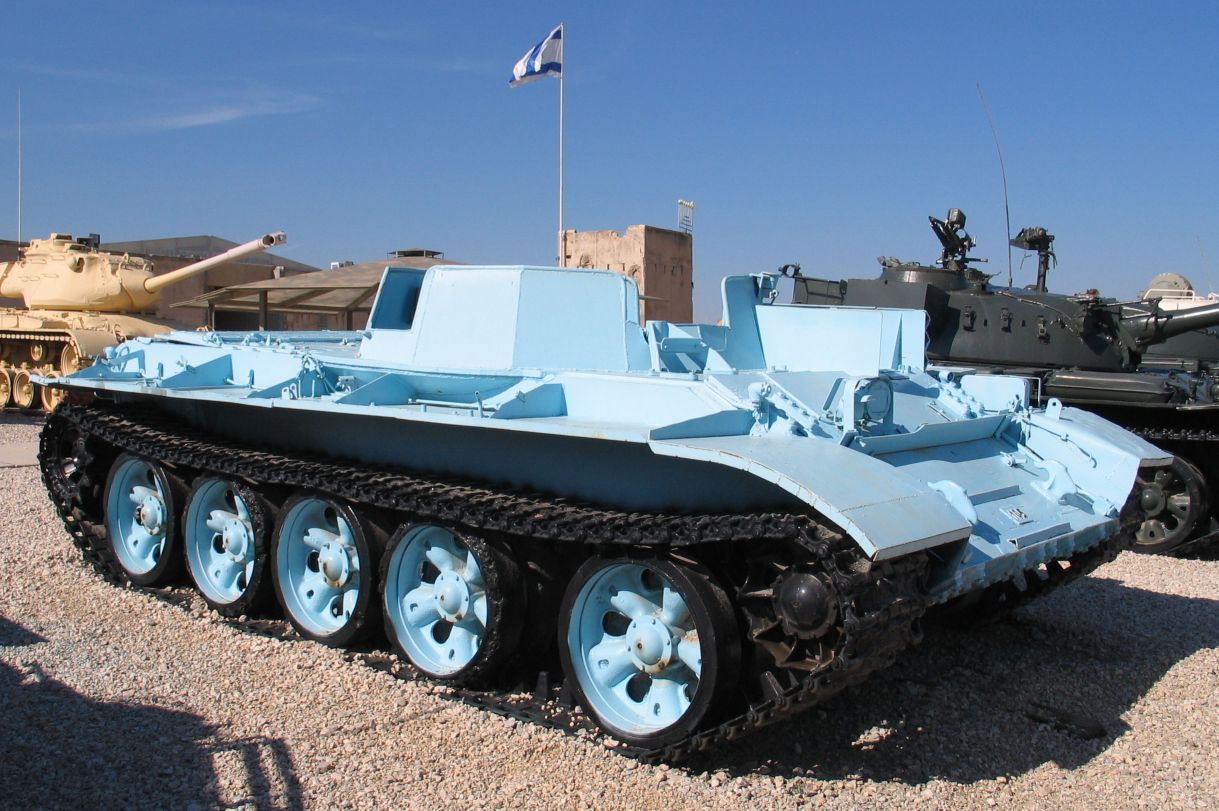
бронетранспортёр «нагматиран» на шасси Т-55, изготовленный в Израиле для «Армии южного Ливана»

Единого стандарта используемого «Армией южного Ливана» стрелкового вооружения и техники не существовало, на снабжении состоял конгломерат систем производства западноевропейских стран (в основном, оружие ливанской армии), американского и израильского производства (предоставленное Израилем), а также оружие социалистических стран (предоставленное Израилем или трофейное).
Военнослужащие АЮЛ были обмундированы в израильскую военную форму (с собственными знаками различия), снабжались штатным военным снаряжением ЦАХАЛ (как правило, устаревших образцов) — в частности, израильскими армейскими касками RO-201 «Orlite», бронежилетами и радиостанциями «Tadiran».
В качестве стрелкового оружия использовались пистолеты нескольких систем, пистолет-пулемёты UZI, автоматы АК и АКМ, автоматические винтовки M-16A1, FN FAL, Galil и HK G3, пулемёты «браунинг» M1919A4, РПД и FN MAG.
Подразделения АЮЛ располагали также тяжёлым вооружением, у них имелись:
- противотанковые средства: гранатомёты M72 LAW, РПГ-7 и B-300, крупнокалиберные пулемёты «браунинг» M2HB, безоткатные орудия M40A1C-1 и некоторое количество ПТУР («Милан», TOW и «Малютка»).
- 52-мм, 60-мм, 81-мм и 120-мм миномёты израильского производства, а также советские 82-мм, 120-мм и 160-мм миномёты;
- артиллерия: 20-мм автоматические зенитные орудия TCM-20[77]; 85-мм противотанковые орудия Д-48; 10 шт. 122-мм гаубиц Д-30; 5 шт. 130-мм орудий М-46, шесть установок БМ-21 «Град» и пять 155-мм гаубиц M-50.

Кроме того, у АЮЛ имелись автотранспорт и бронетехника:
- танки: первоначально — несколько лёгких танков AMX-13 (находившихся на вооружении ливанской армии); в 1976 году израильтяне передали им 35 шт. танков «супер-шерман» (15 шт. М-50 и 20 шт. М-51); в 1984 году они получили 7 шт. танков M48A5 «Паттон» (ранее находившихся на вооружении ливанской армии), а также до 55 шт. модернизированных в Израиле советских Т-54 и Т-55 различных модификаций (из них 10 шт. Ti-67 были переданы в 1986 году и 24 шт. «Тиран-4» — в 1987 году);
- бронетранспортёры: до 50 шт. M3A1 и M-3 «Zahlan», 30 шт. M-113 (некоторые — модернизированные), 20 шт. БТР-50, несколько БТР-152 и др.

- кроме того, в Израиле для АЮЛ было изготовлено несколько БТРов «нагматиран» (шасси танка Т-54 или Т-55, на которые вместо снятой башни монтировали открытую сверху броневую рубку с пулемётом).

- бронемашины: AML-90 (ранее находившиеся на вооружении ливанской армии), израильские Ramta RAM-2V, RBY-2 и др.
- спецмашины и инженерная техника: бронированные бульдозеры «катерпиллар» D-8H и др.
- автомашины: американские армейские 2,5-тонные грузовики GMC CCKW и M35; «джипы» M151A2 и «лендроверы» (ранее находившиеся на вооружении ливанской армии) и др.

23—24 мая 2000 года, когда распад АЮЛ стал очевиден, израильская авиация наносила ракетно-бомбовые удары по технике и оружейным складам АЮЛ, чтобы не допустить их захвата противником. Тем не менее, в распоряжении ливанской армии оказались 7 танков Т-55, 3 бронетранспортёра M-113 и 9 полугусеничных бронетранспортёров M-3 «Zahlan», а также стрелковое оружие, боеприпасы и иное военное имущество. «Хезболла» захватила несколько самоходных 160-мм миномётов «Makmat» (160-мм миномёт «Soltam» израильского производства на шасси танка «шерман»), автомашины, стрелковое оружие и др. трофеи.
Ещё некоторое количество трофейной техники АЮЛ (серьёзно поврежденной и уже не подлежащей восстановлению) было частично разукомплектовано и оставлено в поселениях в качестве памятников.

### Опознавательные знаки, эмблемы и символика
Большая часть бронетехники «Армии южного Ливана» была окрашена в однотонный серо-синий цвет (тем не менее, в первые годы некоторые бронемашины АЮЛ были окрашены в темно-зелёный цвет, характерный для бронетехники ливанской армии, а во второй половине 1980-х годов нередко встречаются танки и бронетранспортёры в маскировочной окраске в виде крупных желто-коричневых пятен). По крайней мере на некоторых образцах бронетанковой техники встречается эмблема в виде белого креста.
На многих автомашинах имелись эмблемы в виде стилизованного ливанского кедра (в нескольких вариантах исполнения), и в некоторых случаях — надписи на арабском языке.

## Деятельность
За время участия «Армии южного Ливана» в гражданской войне, столкновения с палестинскими боевиками и другими вооружёнными милициями нередко сопровождались жертвами среди местного гражданского населения и разрушение гражданских объектов:
- так, в 1981 году во время одного из выступлений в эфире радиостанции АЮЛ «Голос надежды», С. Хаддад потребовал от правительства Ливана предоставить ему 5 млн долларов для выплаты денежного довольствия своим войскам — или его артиллерия начнёт обстреливать город Сидон. Деньги не были перечислены, и в конце апреля 1981 года артиллерия АЮЛ обстреляла город[60][79]. В результате обстрела погибли 16 и были ранены 60 жителей[80].
- Некоторые источники утверждают, что 16—17 сентября 1982 года боевики АЮЛ (совместно с боевиками иных военизированных правохристианских формирований), участвовали в расправе в лагерях Сабра и Шатила, в ходе которой было убито и ранено значительное количество палестинцев (в том числе, старики, женщины и дети). В 1982 году Томас Фридман писал о том, что согласно «косвенным уликам» участие военнослужащих АЮЛ кажется ему очевидным[81][82]. При этом, в своей последующей (1989) книге «From Beirut To Jerusalem» в отношении событий в Сабре и Шатиле он пишет только о фалангистах, не упоминая АЮЛ[83]. Комиссия Кахана однозначно отвергла предположения об участии каких-либо подразделений АЮЛ в этой расправе[84][85]. Согласно Мордехаю Нисану, имелись сведения, что командовавший фалангистами И. Хобейка приказал нанести на несколько единиц бронетехники знаки АЮЛ, чтобы возложить на неё ответственность за операцию[86].
- в сентябре 1984 года, после того как четыре солдата АЮЛ были убиты в шиитской деревне Сухмур, солдаты открыли огонь по гражданскому населению деревни, убив 13 человек[87]
- 18—19 марта 1985 года, после отхода израильских войск из района города Сидон, отряды АЮЛ приказали «убираться в течение часа» мусульманскому населению деревень Кайяха-Веста и Хайлийе, с целью закрепить своё присутствие в этом районе (Е. Коршунов[88])
- В середине апреля 1986 года АЮЛ обстреляла из артиллерийских орудий селения Хасбайя, Кафра и Харис, расположенные к северу от границы «зоны безопасности» (А.Кузнецов[89]).
- 18 августа 1997 года части АЮЛ открыли огонь из артиллерийских орудий по городу Сидон, в результате обстрела погибли 6 и были ранены не менее 34 жителей. Части ливанской армии открыли ответный огонь по позициям АЮЛ[90].

АЮЛ вступала в боевые столкновения с подразделениями ливанской правительственной армии:
- так, в августе 1978 года силы Хаддада остановили[91], а затем обстреляли армейские части, направленные в соответствии с резолюцией СБ ООН № 444 (1978 года) для размещения в зоне миротворческого контингента ООН (UNIFIL) (А.Тимофеев[92]).
- 18—19 марта 1985 года, после отхода израильских войск из района города Сидон, отряды АЮЛ несколько раз атаковали в этом районе подразделения ливанской армии, стремясь замедлить и ограничить их продвижение на юг (Е. Коршунов[88]).

Бойцы АЮЛ неоднократно атаковали военнослужащих из размещённого в южном Ливане миротворческого контингента ООН:
- 19 апреля 1978 года в результате артиллерийского обстрела АЮЛ штаба UNIFIL погибли 8 миротворцев ООН (Robert Fisk[93][нет в источнике]).
- 27 июля 1979 года Хаддад заявил, что его люди будут преследовать палестинских террористов, которые скрываются в зоне контроля ООН и будут атаковать каждого солдата ООН, который станет им в этом препятствовать ([94]) (позже, 24 апреля 1981 года, после переговоров с израильтянами, он сообщил, что впредь его бойцы будут воздерживаться от столкновений с силами ООН[95].
- в апреле 1980 года трое ирландских солдат из UNIFIL были похищены вооружёнными людьми из «милиции» Хаддада, двое были застрелены из автоматического оружия[60], а третий — тяжело ранен, но выжил.
- в начале сентября 1981 года бойцы АЮЛ обстреляли позиции голландского батальона UNIFIL в окрестностях селения Ятер, но миротворцы потерь не имели («Известия»[96]).
- Согласно информации, опубликованной советским журналом «Новое время», 27 октября 1982 года люди из «милиции» Хаддада атаковали пост UNIFIL в районе деревни Тибнин, в результате погибли трое ирландских миротворцев и ещё один получил ранение[97]. По данным западных источников, в том числе ирландских, все три миротворца были убиты своим товарищем, который впоследствии был приговорён к пожизненному заключению (однако в 2010 году его освободили)[98][99][100].
- в мае 1983 года в перестрелке с людьми из «милиции» Хаддада был убит один солдат UNIFIL[101].
- 7 июня 1985 года[102] отряд АЮЛ разоружил и захватил в заложники 24 финских солдат и 1 французского полковника UNIFIL[36]. Боевики АЮЛ угрожали убить финских миротворцев, но позднее отпустили троих[103], оставшиеся заложники были освободены 16 июня 1985[104].
- 28 июня 1985 года АЮЛ обстреляла из артиллерийских орудий пост непальского контингента UNIFIL, в результате миротворцы были вынуждены открыть ответный огонь (Е. Коршунов[105]).
- в октябре 1985 года боевики АЮЛ атаковали контрольно-пропускной пост UNIFIL, расположенный южнее селения Блат (в окрестностях Марджаюна), и разоружили находившихся на посту норвежских миротворцев, похитив стрелковое оружие, средства связи и автомашины(«Известия»[106]).
- 3 октября 1988 года АЮЛ обстреляла из артиллерийских орудий христианскую деревню, в которой находились миротворцы UNIFIL, в результате были ранены 1 миротворец, 3 женщины и мальчик[107]